# جيمس نيلسون
جيمس نيلسون (بالإنجليزية: James Nelson)‏ (7 يناير 1901 المملكة المتحدة - 8 أكتوبر 1965) هو لاعب كرة قدم بريطاني.

## روابط خارجية
- جيمس نيلسون على موقع الاتحاد الإسكتلندي (الإنجليزية)
- جيمس نيلسون على موقع قاعدة بيانات كرة القدم.إي يو (الإنجليزية)
- جيمس نيلسون على موقع ناشيونال فوتبول تيمز (الإنجليزية)